# Giuliana Salce
Giuliana Salce (Roma, 16 giugno 1955) è un'ex marciatrice italiana, medaglia d'oro ai Campionati del mondo di atletica leggera indoor di Parigi 1985 sui 3 km di marcia, argento nel 1987 sia ad Indianapolis 1987 (ancora mondiali indoor) che a Liévin 1987 (europei indoor), in entrambi i casi sempre sui 3 km di marcia. Vanta, inoltre, 12 titoli italiani assoluti (5 outdoor e 7 indoor).

## Carriera
In virtù dei tre podii conquistati in manifestazioni internazionali di atletica leggera, Giuliana Salce è inclusa nella Hall of Fame - I migliori atleti italiani di sempre della FIDAL. Attualmente operatrice ecologica dell'azienda comunale AMA s.p.a.

## Record del mondo
Il 1º ottobre 1983 a L'Aquila stabilisce il suo primo record del mondo sui 5 km di marcia all'aperto su pista con il tempo di 21:51:85. Inoltre la Salce ha detenuto diverse migliori prestazioni mondiali su varie distanza nella marcia indoor e sull'ora di marcia all'aperto.
Il 9 marzo 1983, a Milano, stabilisce la migliore prestazione mondiale indoor sui 5 km di marcia, con il tempo di 23'31"47 (prec. Valentina Filina (Urss), 23'46"2 del 1981).
Il 1º ottobre 1983, a L'Aquila, migliora di oltre 20 secondi il record del mondo sui 5 km di marcia, fermando il cronometro a 21'51"85 (prec. Aleksandra Deverinskaya (Urs), 22'14"01 del 1982).
Il 4 febbraio 1984, a Genova, stabilisce la nuova prestazione mondiale indoor sul Miglio, stabilendo il tempo di 6'43"59 (prec. Sue Brodock (Usa), 6'58"40 del 1979).
Il 22 febbraio 1984, durante i Campionati Italiani indoor di Torino, migliora di circa 12 secondi il record del mondo sui 3 km, fermando il tempo a 12'56"70.
Il 9 gennaio 1985, a Genova, stabilisce la migliore prestazione mondiale indoor sui 2 km di marcia, fermando il cronometro ad 8'21"13 (prec. Salce, 9'33"20 del 1980).
Il 18 gennaio 1985, nella prima edizione dei Campionati del Mondo Indoor di Parigi, vince la medaglia d'oro sui 3 km di marcia stabilendo il nuovo record del mondo con il tempo di 12'53"42 (prec. Salce, 12'56"70 del 1984).
Il 6 febbraio 1985, nel Palazzetto dello Sport di Firenze, spazza via il record del mondo indoor sui 3 km di marcia della russa Olga Yarutkina (12'46"70), fermando il cronometro sul tempo di 12'31"57 (passaggi: 4'17"17 sul primo km e 8'18"81 sul secondo km).
Il 16 febbraio 1985, a Genova, in occasione del triangolare Italia-Gran Bretagna-Jugoslavia, migliora di oltre 15 secondi la migliore prestazione mondiale indoor del Miglio, segnando il tempo di 6'28"46 (prec. Salce, 6'43"59 del 1984).
Il 20 febbraio 1985, a Torino, in occasione dei Campionati Italiani indoor, vince il titolo italiano sui 3 km di marcia in 13'01"70 e proseguendo la gara (ottenuta l'autorizzazione dei giudici), stabilisce la migliore prestazione mondiale indoor sui 5 km di marcia in 21'44"52 (prec. Salce, 23'31"47 del 1983).
Il 25 aprile 1986, ad Ostia, registra la migliore prestazione mondiale dell'ora di marcia, marciando per 12,644 (prec. Salce, 12,456), con passaggio sui 10 km in 47.38.4 (record italiano - prec. 47'45"3 del 1983).
Il 19 giugno 1986, a Verona, in occasione del triangola Italia-Germania-Ungheria, sui 5 km marcia registra il nuovo record del mondo col tempo di 21'35"25 (prec. Olga Krishtop (Urs), 21'36"2 del 1984).
Nel 1987, dopo aver vinto le medaglie d'argento agli Europei indoor di Lievin e ai Mondiali indoor di Indianapolis, un infortunio le impedisce una adeguata preparazione per i Campionati del Mondo di Roma dove partecipa, con la giovane primatista italiana jr Maria Grazia Orsani. Senza mai lottare per le posizioni di testa, completa la gara con un modesto 18º posto. È questa la sua ultima gara importante, dopodiché seguono solo lunghi infortuni e il definitivo ritiro dall'atletica.
Record del mondo outdoor
- 5000 m di marcia: 21:51:85 (L'Aquila, 1º ottobre 1983)
- 5000 m di marcia: 21:35:25 (Verona, 19 giugno 1986)

Record del mondo indoor
- 3000 m di marcia: 12:31:57 (Firenze, 6 febbraio 1985)

Migliori prestazioni mondiali outdoor
- 1 ora di marcia: 12,644 m (Ostia, 25 aprile 1986)

Migliori prestazioni mondiali indoor
- miglio di marcia: 8:28:48 (Genova, 16 febbraio 1985)
- 2 miglia di marcia: 14:02:22 (Genova, 21 gennaio 1987)
- 2000 m di marcia: 8:18:81 (Firenze, 6 febbraio 1985)
- 5000 m di marcia: 21:44:52 (Torino, 20 febbraio 1985)

## Palmarès
| Anno | Manifestazione  | Sede         | Evento         | Risultato | Tempo    | Note |
| ---- | --------------- | ------------ | -------------- | --------- | -------- | ---- |
| 1985 | Mondiali Indoor | Parigi       | 3 km di marcia | Oro       | 12:53.42 |      |
| 1987 | Europei Indoor  | Liévin       | 3 km di marcia | Argento   | 12:59.11 |      |
| 1987 | Mondiali Indoor | Indianapolis | 3 km di marcia | Argento   | 12:36.76 |      |

Campionati italiani assoluti
- 5 titoli outdoor (1982, 1983, 1984 e 1987 sui 5 km di marcia e 1984 sui 10 km di marcia)
- 7 titoli indoor (consecutivamente dal 1981 al 1987 sui 3 km di marcia)

## La nuova carriera da ciclista e il doping
Nel 1999 Giuliana Salce, ormai quarantaquattrenne, decide di passare al ciclismo (categoria master) ed una volta entrata in questo ambiente le viene subito proposto di doparsi, Giuliana accetta, ma la morte del ciclista Marco Pantani, avvenuta il 14 febbraio 2004, la convince a fare outing e da lì iniziare una personale battaglia al doping utilizzando i mass-media e scrivendo un libro, per la Bradipolibri in collaborazione con il giornalista Fabrizio Calzia, da sempre attento ai fenomeni di doping nello sport.
La sua vita è stata raccontata in uno spettacolo teatrale che ha debuttato nel 2016, prodotto dalla Compagnia teatrale Piccola Fanteria Carillon, intitolato La Marciatrice per la regia di Sergio Fantoni e la drammaturgia di Laura Carioni e Sergio Fantoni. In scena, Laura Carioni e Davide Scaccianoce. Nel giugno 2023 una sua testimonianza viene raccolta nel libro ‘Il Telento incontra l’Occasione’, edito da Edizioni Efesto, dall’autore Massimiliano Martino
Cavaliere della Repubblica Italiana